# Avenida Ayrton Senna (Rio Grande do Norte)
A Avenida Ayrton Senna é um importante logradouro das cidades brasileiras de Natal e Parnamirim, localizadas no Estado do Rio Grande do Norte, no Brasil. 
A via inicia-se no bairro de Capim Macio, na Zona Sul de Natal, na lateral esquerda do Shopping Cidade Jardim, e segue até o de bairro Parque do Jiqui, este já localizado na cidade de Parnamirim, cidade conurbada com a Capital Potiguar. 